# Hakkie Davids

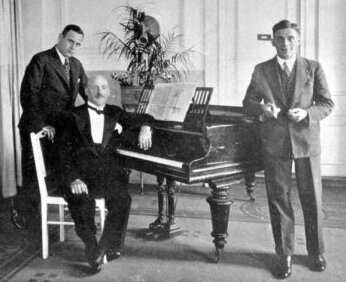
Hakkie Davids am Klavier, mit seinem Bruder Louis (r.) und dem Librettisten Jacques van Tol, 1930

Hakkie Davids, eigentlich Hartog David (* 22. Mai 1879 in Rotterdam; † 4. Juni 1943 im Vernichtungslager Sobibor) war ein niederländischer Pianist, Kapellmeister und Impresario.

## Biographie
Hakkie Davids wurde als Hartog David geboren und war der ältere Bruder der bekannten Künstler Louis (1893–1939), Heintje (1888–1975) und Rika Davids (1885–1943). Seine Eltern, Levie David (1857–1909) und Francina Terveen (1858–1927), verdienten ihr Geld mit der Aufführung von komischen Duetten auf Jahrmärkten. Wie seine Geschwister stand Hakkie schon in jungen Jahren auf der Bühne.
Davids arbeitete als Pianist und Kapellmeister. 1901 heiratete er Sophia van der Kruk (* 1879), das Ehepaar bekam zwei Töchter. Die Tochter Francis starb 1901 in jungen Jahren. Die Tochter Sara (* 1903) heiratete 1931 Jacob Lewin (* 1903). 1920 zog die gesamte Familie von Rotterdam nach Amsterdam.
1916 schrieb Hakkie Davids die Musik für die Revue Hadt je me maar, die vom Ensemble von Napoleon de la Mar, dem Vater der Sängerin Fien de la Mar, im Theater Carré in Amsterdam aufgeführt wurde. Er stand aber meist im Schatten seiner berühmteren Geschwister Heintje und Louis, als deren musikalischer Begleiter er oft tätig war.
Während des Zweiten Weltkriegs trat Hakkie Davids oft zusammen mit seiner Schwester Heintje in der Hollandsche Schouwburg auf. Er war später beim Allgemeinen Dienst des Joodsche Raad voor Amsterdam angestellt, mutmaßlich, um ihn vor der Deportation zu schützen. Dennoch wurde er gemeinsam mit seiner Frau Sophia deportiert und am 4. Juni 1943 im Vernichtungslager Sobibor ermordet, wie auch seine Schwester Rika. Sein Enkel Paul (* 1935) kam am 28. Januar 1944 in Auschwitz ums Leben, nachdem er gemeinsam mit 16 anderen jüdischen Kindern am 6. Januar 1944 aus dem Kinderheim De Viersprong in Driebergen geholt worden war. Seine Tochter Sara und ihr Mann Jacob überlebten den Krieg, ebenso seine Schwester Heintje.